# Poiana, Vâlcea
Poiana este un sat în comuna Perișani din județul Vâlcea, Muntenia, România.
Numele său este considerat un cuvânt vechi românesc ce a dat numele multor sate[1].
Prima sa atestare documentară apare în 1553, într-un document al lui Vlad Vintilă, prin care acesta întărește lui Oprea  și rudelor sale mai multe moșii. „…Și iar să le fie ocină din ocina Poenei, oricît se va alege, vîndută de Vlasie lui Miclăuș cu frații săi și cu ceata sa, pentru că le-a lepădat jupan Oprea slugerul și fratele său jupan Dragomir și cu verii săi primari, jupan Dragomir și Dan și Radul și Stanciul, asprii, care i-au fost dați lui Vlasie, 1300 aspri gata și un cal murg, bun”[2].
În 1564, Petru cel Tânăr întărește lui Dumitru o serie proprietăți, prin care și una situată în Poiana: „…Dă domnia mea această poruncă a domniei mele lui Dumitru, fiul lui Bancul și cu fiii săi, cîți dumnezeu îi va lăsa, ca să fie ocină în Poiana, partea tatălui său Bancul toată, oricît se va alege de pretudindeni, pentru că-i este veche și dreaptă ocină și dedină”[3]. Același sat mai este amintit în documentul despre satul Băiașu prezentat anterior, într-un act de la 1567 al domnitorului Petru cel Tânăr: „Și iar să le fie lui Stoica și cu frații săi un ogor de zece fălci, pentru că au cumpărat acest ogor dela toți Poenarii pentru 600 aspri, dar să se știe înaintea surorii lui Trestie”[4].
[1] Marinoiu, C. (2001), Toponimia Țării Loviștei, Editura Vestala, București, p.60
[2] D.R.H, B, Țara Românească (1526-1535),vol.III,p.273,doc.169
[3] D.R.H., B, Țara romaneasca (1551-1565), vol V, p.338, doc.305

[4]Ibidem, p.38, doc 27                                                                  
 Acest articol despre o localitate din județul Vâlcea este deocamdată un ciot. Puteți ajuta Wikipedia prin completarea lui.